# Gachal
Gachal (hebräisch גח״ל, in Sprachen ohne den Laut ch (IPA χ): auch Gahal, Akronym für Gusch Cherut-Libralim, גּוּשׁ חֵרוּת-לִיבְּרָלִים ‚Block der Freiheit-Liberalen‘) war von 1965 bis 1973 das größte rechte politische Parteienbündnis in Israel. Es wurde  von Menachem Begin angeführt.
Gachal wurde als Bündnis der revisionistisch-zionistischen Cherut (Freiheitsbewegung) und der Miflaga Liberalit Jisra’elit (Israelischen Liberalen Partei) am Ende der fünften Legislaturperiode der Knesset für die israelischen Parlamentswahl im Jahre 1965 gebildet. Dieses Bündnis brachte die beiden größten rechts der Mitte positionierten Parteien in der Knesset zusammen, die jeweils über 17 Sitze verfügten. Für die wegen ihrer terroristischen Vergangenheit geächtete Cherut brachte der Zusammenschluss mit den Liberalen einen Ansehensgewinn. Der progressive Flügel der Liberalen lehnte das Bündnis mit den Revisionisten jedoch ab und machte sich als Libralim Atzma’im selbstständig. Bei der Wahl im November 1965 kam Gachal mit 26 der 120 Knessetsitze auf den zweiten Platz, lag jedoch weit hinter dem weiterhin dominierenden sozialdemokratischen HaMaʿarach und blieb in der Opposition. Während des Sechstagekriegs im Juni 1967 traten die Gachal-Parteien der Regierung bei und waren mit zwei Ministern ohne Geschäftsbereich im Kabinett Levi Eschkol III vertreten.
Bei der Parlamentswahl 1969 blieb der Sitzanteil des Gachal konstant, das Bündnis war anschließend noch bis August 1970 an der Regierung von Golda Meir beteiligt, dann ging es aus Ablehnung des Rogers-Plans wieder in die Opposition. Zur Wahl 1973 ging das Parteibündnis Gachal mit der Staatsliste, dem Freien Zentrum und der Bewegung für ein Großisrael im neuen Mitte-rechts-Block Likud auf, der im Vergleich zu Gachal deutlich zulegte.

## Abgeordnete in der Knesset
| Knesset (Anzahl Mandate) | Abgeordnete der Knesset | Anmerkungen |
| ------------------------ | --- | --- |
| Fünfte (27)              | Cherut: Arje Altman, Binjamin Arditi, Benjamin Avniʾel, Jochanan Bader, Menachem Begin, Arjeh Ben-Eliʿeser, Chaim Cohen-Meguri, Josef Kremerman, Chaim Landau, Nachum Levin, Elijahu Meridor, Jaʿaqov Meridor, Esther Rasiʾel-Naʿor, Schabtai Schichman, Josef Schofman, Elieser Schostak, Abraham Tiʾar; Liberal: Salman Abramov, Peretz Bernstein, Aharon Goldstein, Yitzhak Klinghoffer, Schlomo Perlstein, Elimelech Rimalt, Josef Sapir, Josef Serlin, Baruch Usiʾel, Zvi Zimmerman | |
| Sechste (26)             | Salman Abramov, Benjamin Avniel, Jochanan Bader, Menachem Begin, Arjeh Ben-Eliʿeser, Chaim Cohen-Meguri, Aharon Goldstein, Yitzhak Klinghoffer, Josef Kremerman, Chaim Landau, Elijahu Meridor, Jaʿaqov Meridor, Schlomo Perlstein, Esther Rasiʾel-Naʿor, Elimelech Rimalt, Josef Sapir, Josef Serlin, Josef Schofman, Elieser Schostak, Mordechai-Chaim Stern, Josef Tamir, Shmuel Tamir, Abraham Tiʾar, Baruch Usiʾel, Menachem Jedid, Zwi Zimmerman                                   | Eliezer Schostak, Shmuel Tamir, Abraham Tiar verließen 1967 Gachal um die Partei HaMerkas HaChofschi zu gründen. |